# Paula McGee
Paula McGee (Flint, 1º dicembre 1962) è una cestista statunitense.
Ala di 191 cm, ha giocato in Serie A1 con Palermo con la sorella gemella Pamela. Ha disputato la William Jones Cup nel 1982 con la Nazionale statunitense.

## Carriera

### College
Ha frequentato la University of Southern California con cui ha vinto due campionati NCAA nel 1983 e nel 1984. Inoltre McGee è stata WBCA All-American nel 1982, Kodak All-American nel 1983 e infine inserita nel All-Tournament Team delle Final Four NCAA nel 1983 e nel 1984 e WCAA First Team All-Conference per i quattro anni di college.

### Professionista
Ha iniziato a giocare nel 1984 nelle Dallas Diamonds, nella WABA e ha continuato a giocare fino al 1992.

## Palmarès
- 2 volte campionessa NCAA (1983, 1984)